# Gigantione elconaxii
Gigantione elconaxii is een pissebed uit de familie Bopyridae. De wetenschappelijke naam van de soort is voor het eerst geldig gepubliceerd in 1994 door Markham.